# John McLean (Politiker, 1791)

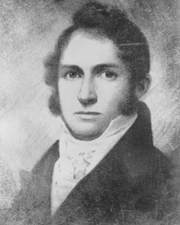
John McLean

John McLean (* 4. Februar 1791 im Guilford County, North Carolina; † 14. Oktober 1830 in Shawneetown, Illinois) war ein US-amerikanischer Politiker. Er vertrat den Bundesstaat Illinois in beiden Kammern des Kongresses.

## Leben
McLean wurde 1791 in North Carolina geboren, zog aber bereits 1795 mit seinen Eltern ins Logan County in Kentucky. Im Jahr 1815 zog er in das neu gegründete Illinois-Territorium und studierte bald darauf Jura. Nach seinem Studium wurde er von der Anwaltskammer zugelassen und war fortan in Shawneetown im Gallatin County tätig. Nachdem Illinois den Vereinigten Staaten beitrat, wurde er für die Demokratisch-Republikanische Partei ins Repräsentantenhaus des 15. Kongresses gewählt, dem er vom 3. Dezember 1818 bis zum 3. März 1819 angehörte. Er verfehlte die Wiederwahl im Jahr 1818 und konnte auch bei den Folgewahlen 1820 und 1822 nicht ins Parlament einziehen. Stattdessen wurde er in den Jahren 1820, 1826 und 1828 in das Repräsentantenhaus von Illinois gewählt und war dort zeitweise auch der Speaker.
Als im Jahr 1824 Ninian Edwards aus dem Senat der Vereinigten Staaten ausschied, wurde McLean für ihn nachgewählt. Er gehörte dem Senat vom 23. November 1824 bis zum 3. März 1825 an. Er hatte sich nicht zur Wiederwahl aufstellen lassen und führte stattdessen seine Anwaltskanzlei weiter. Erst bei der nächsten Senatswahl, diesmal zu jener der zweiten Klasse, ließ er sich wieder für die Jacksonians aufstellen. Er wurde auch gewählt und gehörte dem Senat erneut vom 4. März 1829 bis zu seinem Tod am 14. Oktober 1830 an. John McLean wurde auf dem Westwood Cemetery nahe Shawneetown begraben.
Das McLean County in Illinois wurde nach ihm benannt.